# Bertha Valverde
Bertha Valverde, född 1905, död 1988, var en ecuadoriansk politiker. Hon valdes 1930 till stadsfullmäktige i Guayaquil. Hon var den första kvinnan som vann ett val i Ecuador.